# 帕埃斯市 (阿普雷州)

帕埃斯市（西班牙語：Municipio Páez），是委內瑞拉的一個市，位於該國西南部阿普雷州，首府設於瓜斯杜阿利托，面積12,820平方公里，2007年人口111,059，人口密度為每平方公里8.7人。